# Jeffrey Licon
Jeffrey Licon, detto Jeff (Los Angeles, 29 agosto 1985), è un attore statunitense.

## Biografia
Noto soprattutto per il suo ruolo di Carlos Garcia nella serie televisiva di Nickelodeon I fratelli Garcia, ha anche interpretato Eric Preston nel film del 2005 Mysterious Skin. Ha avuto piccoli ruoli in serie televisive quali Joan of Arcadia, NYPD - New York Police Department, Cold Case - Delitti irrisolti, Walker Texas Ranger, e Papà Noè.

## Filmografia parziale

### Cinema
- Mysterious Skin, regia di Gregg Araki (2004)
- Alien Raiders, regia di Ben Rock (2008)
- American Crude - Follie in America (American Crude), regia di Craig Sheffer (2008)

### Televisione
- Il fuoco della resistenza - La vera storia di Chico Mendes (The Burning Season: The Chico Mendes Story), regia di John Frankenheimer - Film TV (1994)
- Papà Noè (Second Noah) – serie TV, 21 episodi (1996-1997)
- Il settimo papiro (The Seventh Scroll) (1999) - Miniserie TV
- I fratelli Garcia (The Brothers Garcia) – serie TV, 48 episodi (2000-2004)
- The Nightmare Room - serie TV, episodi 1x06 - 1x07 (2001)
- Joan of Arcadia – serie TV, 9 episodi (2003-2005)
- Cold Case - Delitti irrisolti (Cold Case) – serie TV, un episodio (2004)
- NYPD - New York Police Department (NYPD Blue) – serie TV, un episodio (2005)
- CSI: Miami – serie TV, episodio 5x01 (2006)
- The Closer – serie TV, un episodio (2009)
- The Mentalist – serie TV, un episodio (2012)

## Riconoscimenti
Licon ha ricevuto 3 nomination riguardanti gli Young Artist Awards: per Papà Noè nel 1997 e per The Brothers Garcia nel 2001 e nel 2002.

## Doppiatori italiani
Nelle versioni in italiano delle opere in cui ha recitato, Jeffrey Licon è stato doppiato da:
- Stefano Onofri in Cold Case - Delitti irrisolti, The Closer, The Mentalist
- Gemma Donati in Papà Noè
- Alessio De Filippis ne I fratelli Garcia
- Angelo Evangelista in Joan of Arcadia
- Alessio Puccio in Mysterious Skin
- Federico Viola in Alien Raiders